# 郑州西亚斯学院
郑州西亚斯学院是中华人民共和国的一所全日制本科民办普通高等学校。
1998年，美国西亚斯集团公司投资，郑州工业大学和美国堪萨斯州富特海斯州立大学联合成立郑州工业大学西亚斯国际学院。2001年，因郑州工业大学、郑州大学和河南医科大学合并组建新的郑州大学，遂更名为郑州大学西亚斯国际学院。2018年，转设为郑州西亚斯学院。
学院是一所以外语教育为主要特色，工、理、文、经、管、法、艺术、教育多学科的综合性大学。

## 图库

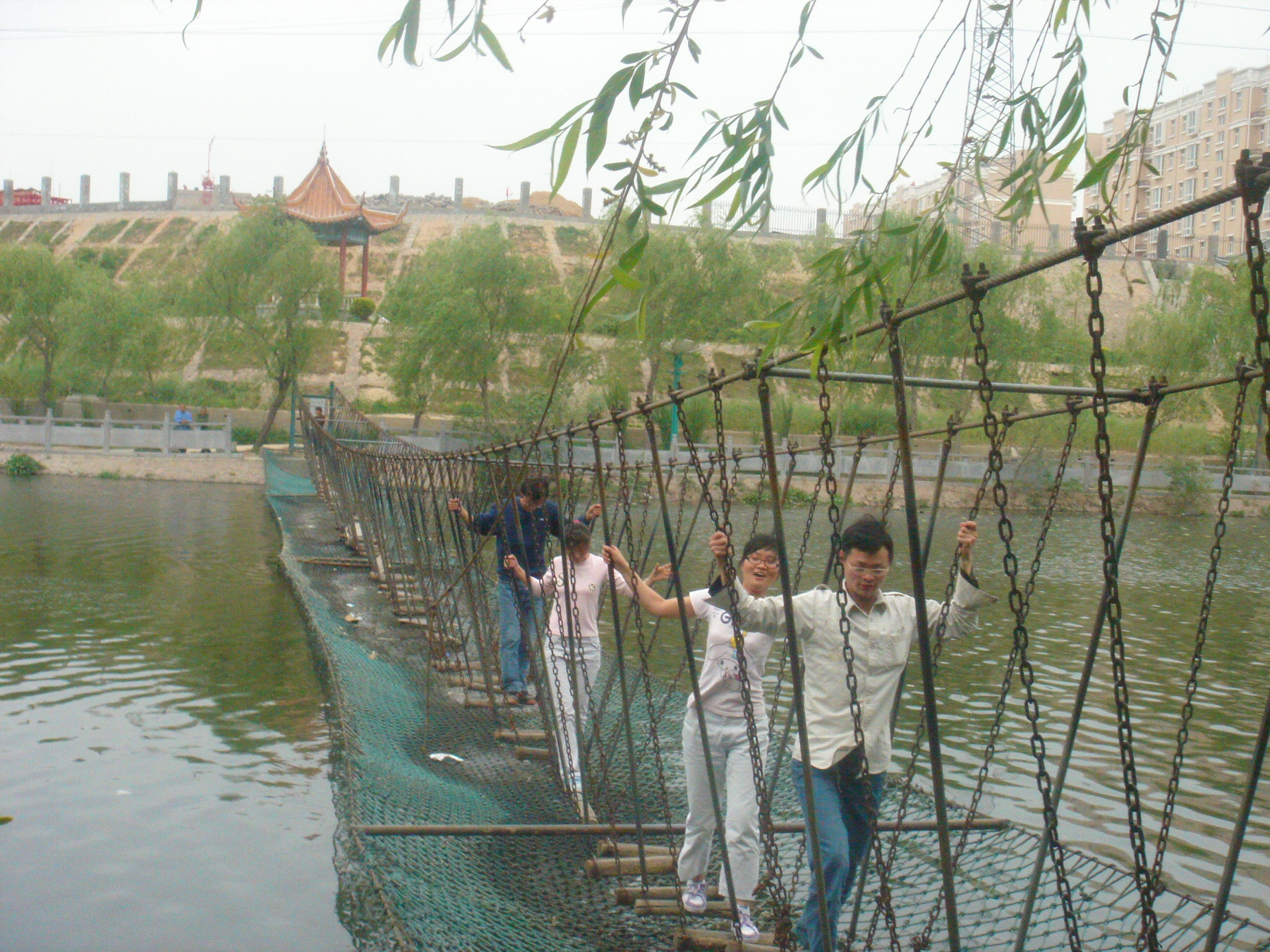
西亚斯的学生在新郑
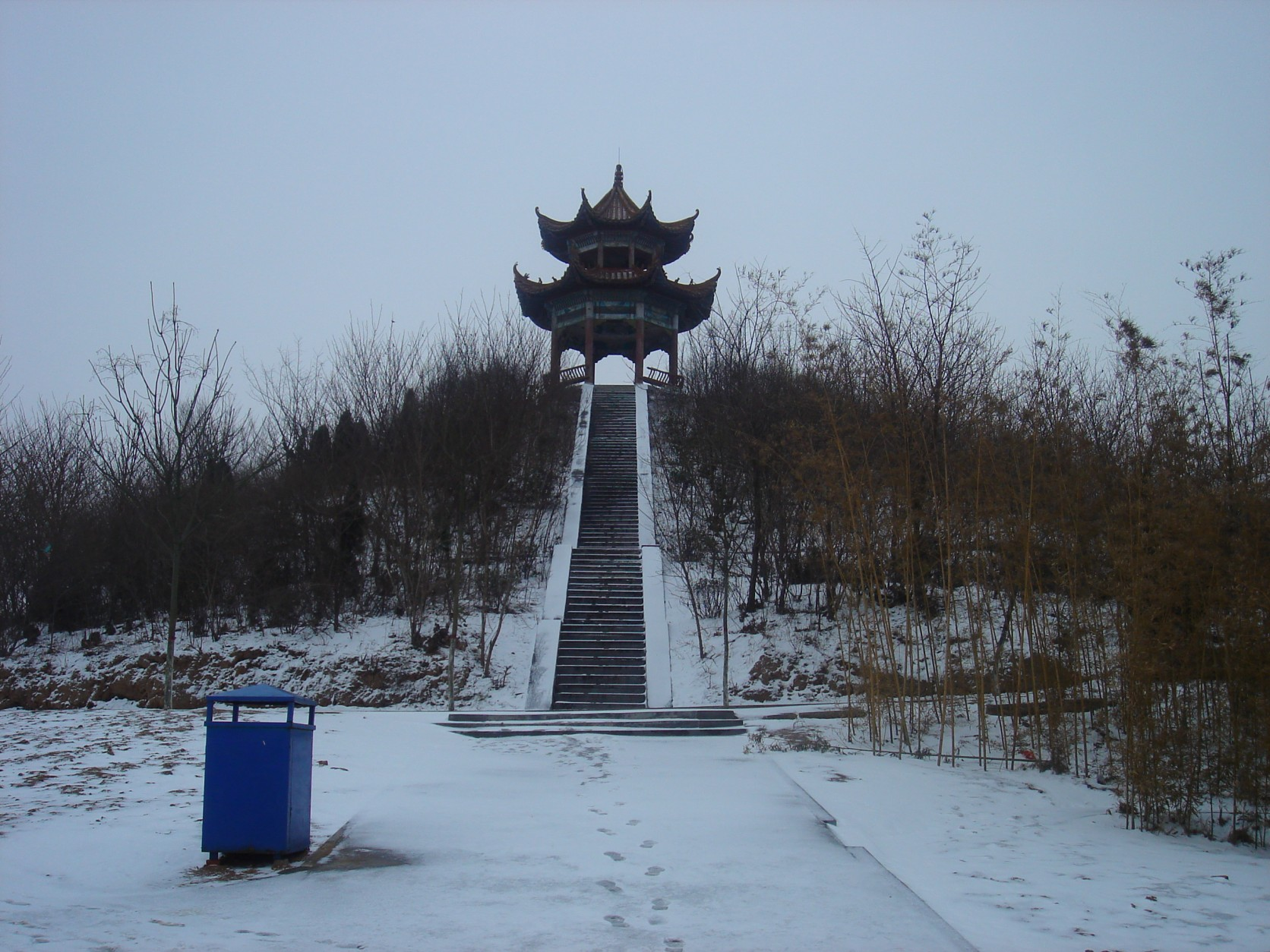
渔夫子亭
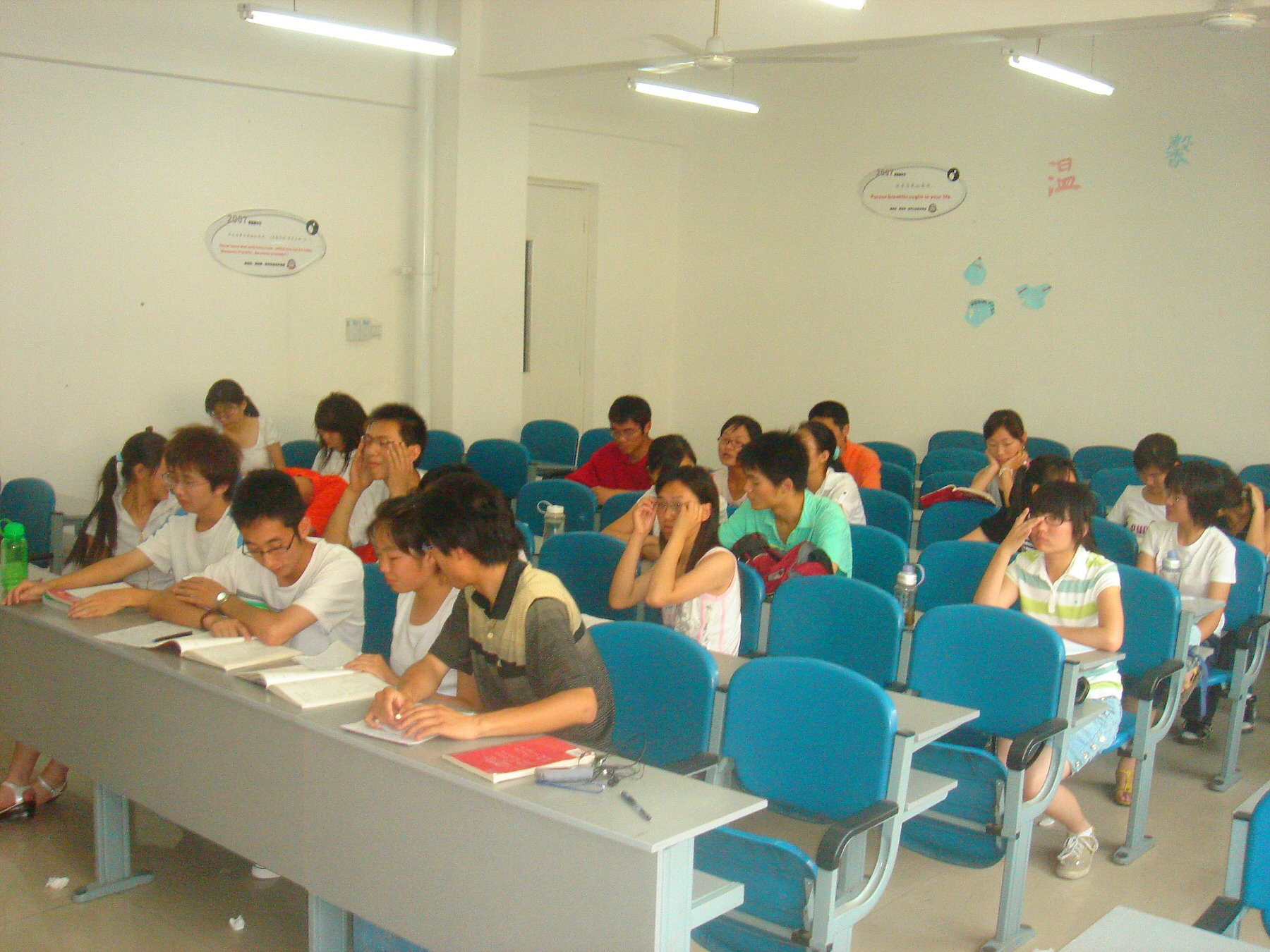
西亚斯学生